# 半索动物门
半索動物門（學名：Hemichordata）是由一類像蠕蟲一般，生存於海底的後口動物所組成的門，通常被認為是棘皮動物的姐妹群，可追溯至寒武紀早期或晚期，且包括一類已在石炭纪時幾近滅絕的重要化石——筆石。半索動物似乎有著脊索的原始型態，由前腸的憩室內長出，被稱之為口索，但這可能只是趨同演化的結果。在一些物種中（至少在發育初期）會有一條細長的神經管，這可能是半索動物和脊索動物及其他後口動物的共同祖先所具有的原始特徵。

## 形态
半索動物同时具有背神经索和腹神经索，呈蠕虫状，左右对称，仅接近口部有脊索的形迹。其身體可分為三個部份：吻管、頸部和軀幹。半索動物有開放式的循環系統和一個完整的消化道，但腸道內的肌肉組織並不完全，食物大多是利用覆蓋著其內壁的纖毛來輸送的。

## 分类
半索動物門主要可分成兩個綱：腸鰓綱（通常稱做柱頭蟲）和羽鰓綱。第三個綱－浮球綱，是基於只知道其幼蟲的單一物種而提出的。半索動物門包括大約一百種現存物種，其在分類上的精確位置和此一類群是否為單系群，仍然存在著許多爭議。其中有一種猜想指出，羽鰓綱其實是更基層的後口動物，而腸鰓綱則是由一個最後導致脊索動物門的支系在早期所分出來的分支。

## 外部連結
- 維基物種上的相關：Hemichordata